# Alexander Kucharsky
Alexander Kucharsky (Varsovia, 18 de marzo de 1741 - París, 5 de noviembre de 1819), también Alexandre Kucharsky, fue un pintor polaco que pasó su vida adulta en Francia. Se autodenominaba como Kucharsky, pero también se usa la forma Kucharski. En el pasado, en Francia, se le conocía por el nombre de Couaski.

## Juventud
De muchacho, Kucharsky fue paje de Estanislao II Poniatowski, último rey de Polonia como nación independiente. Recibió su primera formación como artista en Varsovia, en el estudio de Marcello Bacciarelli, y después, con una beca del rey Estanislao, viajó a París para trabajar a las órdenes de Joseph-Marie Vien y de Carle van Loo en la Real Academia de Pintura y Escultura, entre 1760 y 1769.

## Trabajo
El rey de Polonia quería que Kucharsky se formara como pintor de temas históricos, pero por el contrario, él se especializó en la realización de retratos, perdiendo así el patrocinio del rey. Desde 1776 a 1778, Kucharsky estuvo al servicio de los príncipes de Condé.
Kucharsky gustaba de pintar retratos de medio cuerpo en tonos pastel o al aceite, pero también trabajó el gouache y, a veces pintó miniaturas. Su clientela estaba mayoritariamente formada nobles franceses y polacos.
Cuando estalló la Revolución Francesa, la pintora de la corte Marie-Louise-Élisabeth Vigée-Lebrun emigró al extranjero y Kucharsky se convirtió en el pintor oficial de la reina María Antonieta, a la que ya había hecho algunos retratos. Además de retratar a María Antonieta y sus hijos, Kucharsky pintó retratos de la princesa de Lamballe, el conde de Artois (el futuro Carlos X de Francia) y Catalina II de Rusia.
Sus retratos más famosos son los del joven Carlos Luis, el futuro Luis XVII, y María Antonieta, su madre, donde se puede ver el envejecimiento prematuro que golpeó a la reina en los cuatro años anteriores a su ejecución.
Durante los años de la revolución Alexandre Kucharsky permaneció leal a la causa realista, y esto le permitió luego recibir, hasta su muerte, una pensión de Luis XVIII.

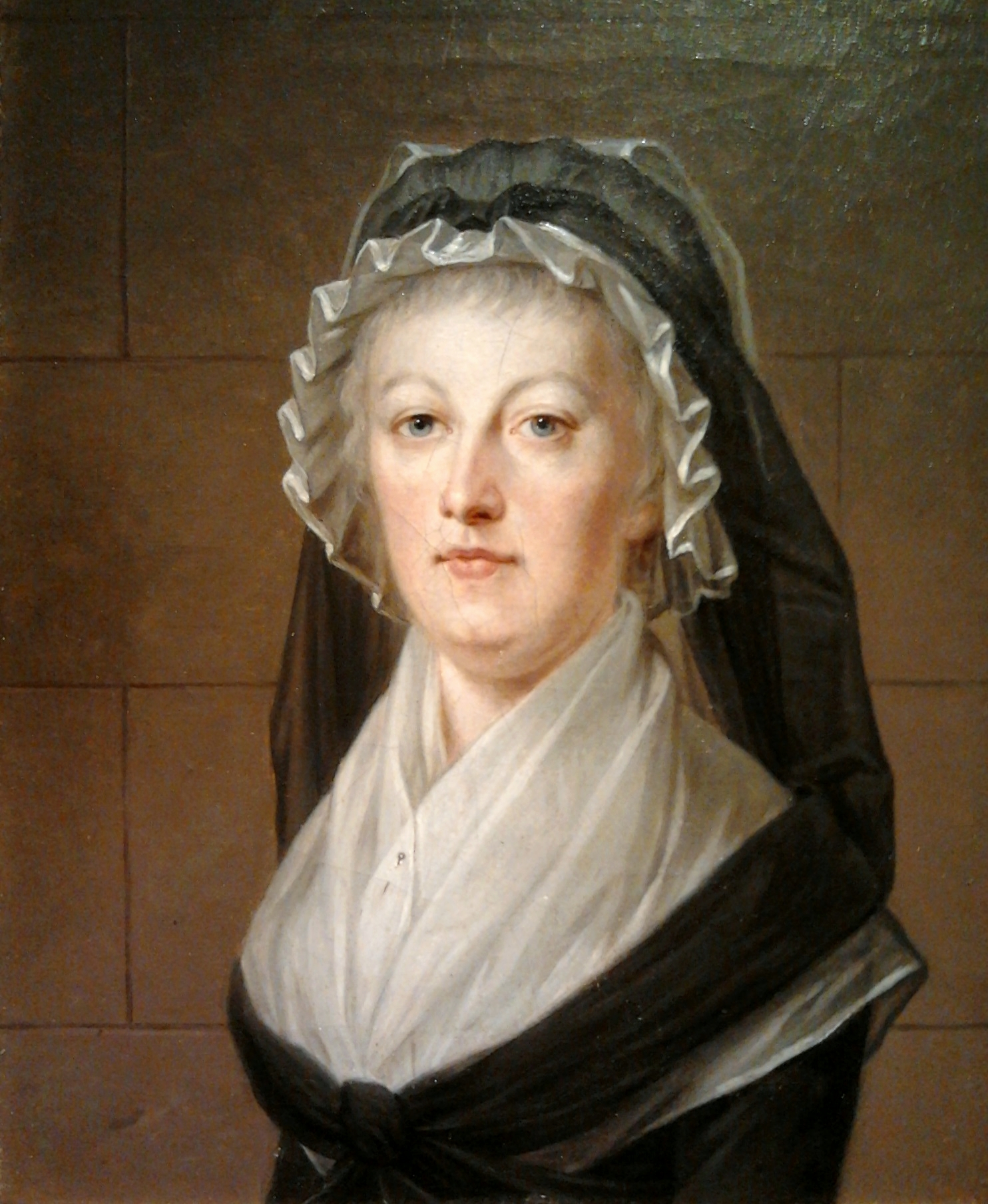
María Antonieta de Austria en el Temple
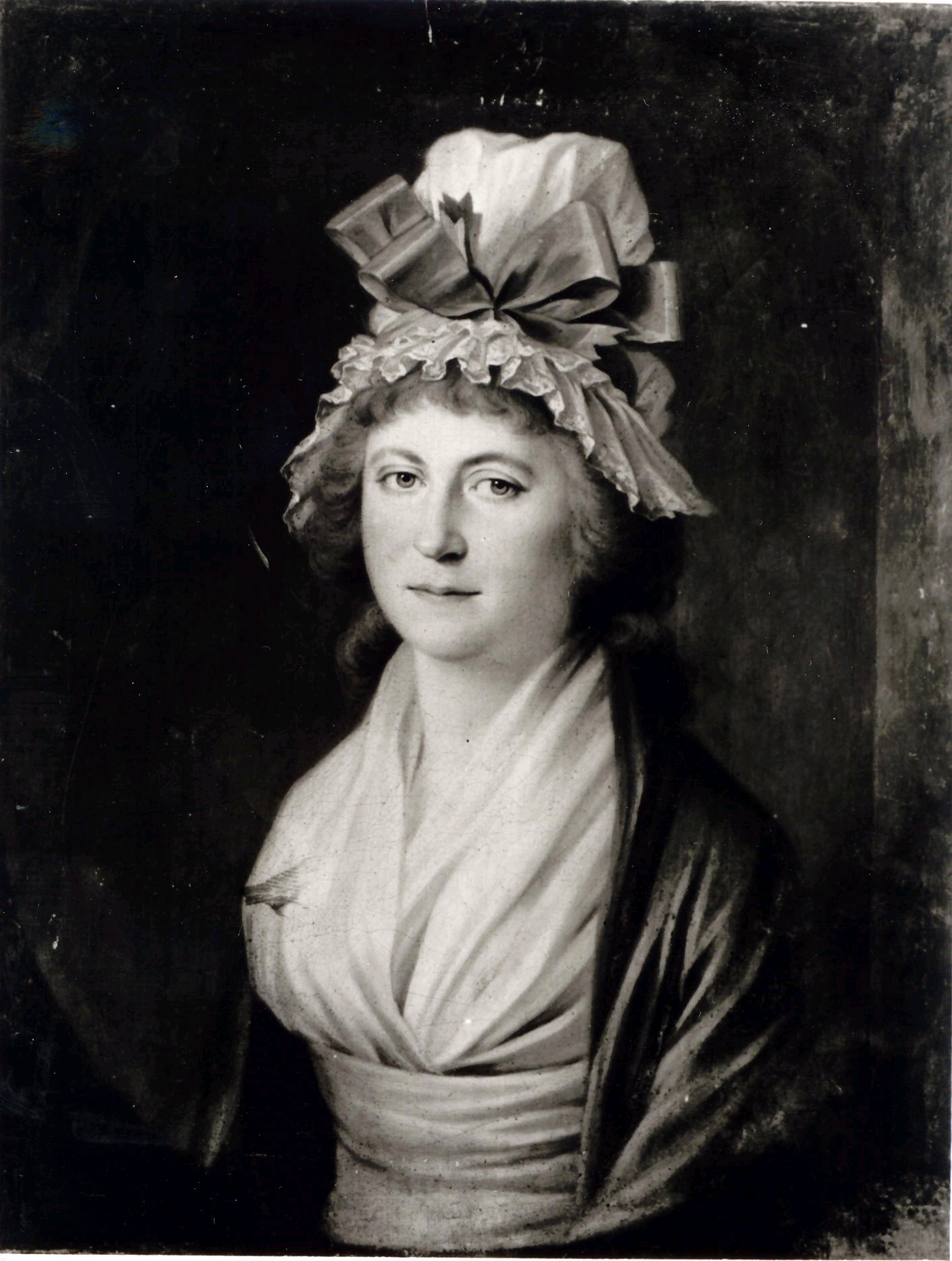
Una Señora